# Sonnet 2

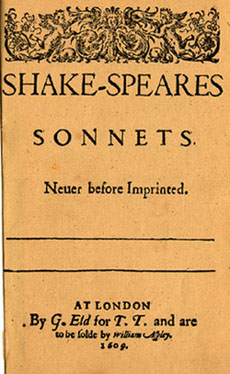
Sonnetten van Shakespeare, 1609

Sonnet 2 maakt deel uit van de sonnetten van Shakespeare die voor de eerste keer in 1609 werden gepubliceerd. Het is het tweede uit de reeks van 17 sonnetten van Shakespeare die in het Engels de procreation sonnets (letterlijk: voortplantings-sonnetten) worden genoemd. Ze zijn geschreven voor een jongeman, en raden hem dringend aan snel te gaan trouwen en kinderen te krijgen, zodat hij zijn schoonheid kan doorgeven aan de volgende generatie.
In Sonnet 2 wordt doorgegaan op het thema van Sonnet 1: het belang van hun voortzetten van de generatie. De aangesproken jongeling wordt aangemaand zich niet langer bezig te houden met zijn eigen schoonheid (dat neigt naar narcisme), aangezien dat na 40 jaar toch verloren moeite zal zijn. Hij zou beter zijn tijd stoppen in het krijgen van kinderen.

## Shakespeares tekst
| Sonnet 2 When forty winters shall besiege thy brow And dig deep trenches in thy beauty's field, Thy youth's proud livery, so gazed on now, Will be a tattered weed, of small worth held. Then being asked where all thy beauty lies, Where all the treasure of thy lusty days, To say within thine own deep-sunken eyes Were an all-eating shame and thriftless praise. How much more praise deserved thy beauty's use If thou couldst answer 'This fair child of mine Shall sum my count, and make my old excuse', Proving his beauty by succession thine. This were to be new made when thou art old, And see thy blood warm when thou feel'st it cold. |

## Vertaling
Wanneer veertig jaar jou tekenen,
En je gelaat doorploegd van rimpels is,
De trots van je jeugd, zoveel bewonderd nu,
Niets meer waard is dan een versleten gewaad:
Wat zeg je dan, als men je vraagt: "Waar is je schoonheid nu?"
En: "Waar is de schat van je dagen van vrolijkheid?"
Je eigen diepverzonken ogen zullen getuigen,
van verterende schaamte en verkwisting.
Hoeveel meer had je uit je schoonheid kunnen halen
Indien je kon zeggen: "Dit mooie kind is van mij
En dat, als ik de rekening maak, gaf zin aan mijn leven."
Aldus toont zich zijn schoonheid als erfgenaam van de jouwe
Zo word je nieuw gemaakt als je al oud bent
En vloeit je bloed weer warm als het al koud is.

## Analyse
Shakespeares sonnetten zijn voornamelijk geschreven in een metrum genaamd jambische pentameter, een rijmschema waarin elke sonnetregel bestaat uit tien lettergrepen. De lettergrepen zijn verdeeld in vijf paren, jamben genoemd, waarbij elk paar begint met een onbeklemtoonde lettergreep. In dit gedicht heeft Shakespeare bewust de soms wat monotone jambische versmaat doorbroken.

### Versregels 1 tot 4
De 'veertig winters' zijn als veertig legereenheden die diepe grachten graven rond het fort: een metafoor voor de rimpels in het voorhoofd (brow) van de jongeman. Met proud livery wordt verwezen naar een eens zo prachtig militair uniform (de jeugd van de jongeman, zijn schoonheid) dat na veertig jaar versleten zal zijn.

### Versregels 5 tot 8
Als de jongeman oud is zal hij antwoorden dat zijn jeugd ligt in zijn eigen diepverzonken ogen. Dat klinkt vreemd, maar lijkt wel te verwijzen naar Sonnet 1, versregels 5 en 6: But thou, contracted to thine own bright eyes, Feed'st thy light's flame with self-substantial fuel waarin hetzelfde beeld wordt opgeroepen van de jongeman die zichzelf opgebrand heeft. Als die ogen door zijn losbandig leven zo diep verzonken zijn zal hij zich beschaamd realiseren dat hij zijn schoonheid verspild heeft.

### Versregels 9 tot 12
In dit deel van het sonnet wordt de 'oude man' aangesproken om rekenschap af te leggen over de manier waarop hij geleefd heeft. De les die de jongeman hieruit moet trekken, is natuurlijk dat hij ervoor moet zorgen om een mooi kind (fair child) na te laten dat zal kunnen getuigen van zijn voorbije schoonheid.

### Versregels 13 en 14
De oude vader zal dan wel koud bloed in zich voelen stromen (zijn leven is immers bijna afgelopen), maar hij zal warm bloed zien stromen in zijn kind. De zeggingskracht van dit afsluitend couplet zit hem vooral in het ritme van de eenlettergrepige woorden. Het metrum wordt door Shakespeare opzettelijk verstoord: in plaats van te kiezen voor het monotone jambische This were to be made new klinkt het nu This were to be new made: de oude man is als herboren (new made is 'new born') als hij zijn kind ziet. Het doorbreken van het metrum zoals hier noemt men antimetrie: het accent van de lettergreep gaat in tegen het op grond van het metrum verwachte accent.
Ook in de laatste versregel merken we twee op elkaar volgende accenten met blood en warm, wat met and see thy warm blood niet het geval zou zijn. In zulke details toont zich een dichter uitzonderlijk, waar andere 'mindere goden' waarschijnlijk voor het meest voor de hand liggende zouden hebben gekozen.